# Trip (película de 2008)
Trip es una película del año 2008.

## Sinopsis
Trip es el diario de una joven sudanesa que se va a Alemania donde descubre nuevas costumbres y otra forma de vivir.